# França nos Jogos Olímpicos de Verão de 2020
A França está representada nos Jogos Olímpicos de Verão de 2020 por um total de 374 desportistas que competem em 31 desportos. Responsável pela equipa olímpica é o Comité Olímpico Nacional e Desportivo da França, bem como as federações desportivas nacionais da cada desporto com participação.
Os portadores da bandeira na cerimónia de abertura foram o gimnasta Samir Aït Saïd e a yudoca Clarisse Agbegnenou.

## Medalhistas
A equipa olímpica de France tem obtido seguintes medalhas:
| Nome | Desporto          | Competição                    |
| --- | ----------------- | ----------------------------- |
| Ouro |                   |                               |
| Equipa | andebol           | Torneio M                     |
| Equipa | andebol           | Torneio F                     |
| Romain Cannone | Esgrima           | Espada ind. M                 |
| Erwann Le Péchoux Enzo Lefort Julien Mertine Maxime Pauty | Esgrima           | Florete por equipas M         |
| Steven da Costa | Caratê            | 67 kg M                       |
| Jean Quiquampoix | Tiro              | Pistola rápida 25 m           |
| Equipa | Vôlei             | Torneio M                     |
| Clarisse Agbegnenou | Judô              | –63 kg F                      |
| Clarisse Agbegnenou Amandine Buchard Guillaume Chaine Axel Clerget Sarah-Léonie Cysique Romane Dicko Alexandre Iddir Kilian Le Blouch Madeleine Malonga Margaux Pinot Teddy Riner | Judô              | Equipa mista                  |
| Prata |                   |                               |
| Kevin Mayer | Atletismo         | Decatlo M                     |
| Equipa | Basquetebol       | Torneio M                     |
| Anita Blaze Pauline Ranvier Ysaora Thibus Astrid Guyart | Esgrima           | Florete por equipas F         |
| Sara Balzer Cécilia Berder Manon Brunet Charlotte Lembach | Esgrima           | Sable por equipas F           |
| Florent Manaudou | Natação           | 50 m livre M                  |
| Laura Tarantola Claire Bové | Remo              | Duplo scull ligeiro (LW2X) F  |
| equipa | Rugby 7           | Torneio F                     |
| Thomas Goyard | Vela              | RS:X M                        |
| Charline Picon | Vela              | RS:X F                        |
| Amandine Buchard | Judô              | –52 kg F                      |
| Sarah-Léonie Cysique | Judô              | –57 kg F                      |
| Madeleine Malonga | Judô              | –78 kg F                      |
| Bronze |                   |                               |
| Equipa | Basquetebol       | Torneio F                     |
| Florian Grengbo Rayan Helal Sébastien Vigier | Ciclismo em pista | Velocidade por equipas M      |
| Benjamin Thomas Donavan Grondin | Ciclismo em pista | Madison M                     |
| Manon Brunet | Esgrima           | Sable individual F            |
| Nicolas Touzaint (Absolut Gold) Karim Laghouag (Triton Fontaine) Christopher Six (Totem de Brecey)                                                                                | Hípica            | Concurso completo por equipas |
| Althea Laurin | Taekwondo         | +67 kg F                      |
| Léonie Périault Dorian Coninx Cassandre Beaugrand Vincent Luis | Triatlón          | Relevo misto                  |
| Camille Lecointre Aloïse Retornaz | Vela              | 470 F                         |
| Luka Mkheidze | Judô              | –60 kg M                      |
| Teddy Riner | Judô              | +100 kg M                     |
| Romane Dicko | Judô              | +78 kg F                      |